# Catedral Metropolitana de Fortaleza
A Catedral Metropolitana de Fortaleza é um templo católico da cidade de Fortaleza, capital do estado brasileiro do Ceará. É a sede da Arquidiocese de Fortaleza, construída no local da antiga Igreja da Sé. 
A obra demorou quarenta anos para ser concluída, tendo sido iniciada em 1938 e inaugurada em 1978. Tem capacidade para 5 000 pessoas e suas torres chegam a 75 metros de altura. Ocupando a maior parte da Praça Pedro II, também conhecida como Praça da Sé, no centro histórico de Fortaleza, o templo se destaca pela imponência arquitetônica e a beleza dos vitrais. O arquiteto francês George Maunier assinou o projeto de estilo eclético, com predominância de elementos neogóticos e românicos e com referências à Catedral de Colônia e à Catedral de Chartres. São José é o santo vinculado à catedral.

## História
A primeira capela-mor da Matriz de Fortaleza teve sua construção autorizada pela Ordem Régia de 12 de fevereiro de 1746. Em 12 de janeiro de 1795, o padre Antônio José Álvares de Carvalho, então vigário-geral, contratou José Gonçalves Ramos para terminar a obra. Em 1821, a Matriz de São José estava em ruínas, precisando ser reconstruída.

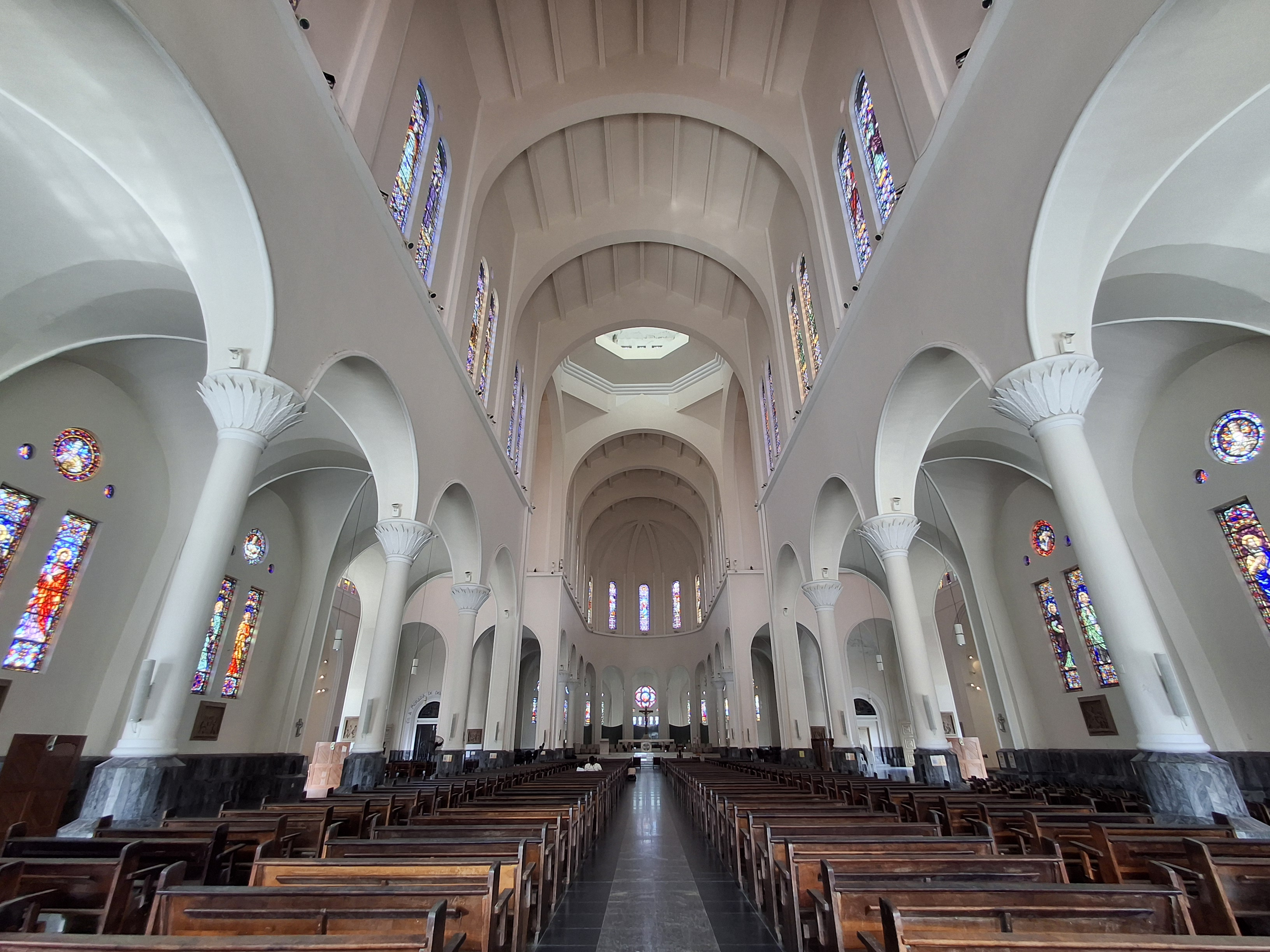
Interior da Catedral Metropolitana de Fortaleza

A vila cresceu para o lado da Igreja do Rosário e, então, foram passadas para esta, em procissão, o Santíssimo Sacramento e todas as imagens, passando ela a funcionar como matriz até 2 de abril de 1854, quando as imagens voltaram à matriz reconstruída.
No dia 26 de setembro de 1861, foi nomeado primeiro bispo do Ceará Dom Luiz Antônio dos Santos e, automaticamente, a igreja matriz passou a ser catedral. Em 1938, quando Dom Manoel da Silva Gomes era bispo, foi feita uma vistoria e constatou-se rachadura nas bases de sua construção, pelo lado do mar. A igreja foi, então, novamente condenada e demolida no mesmo ano.
Em 15 de agosto de 1939, foi lançada a pedra fundamental da nova catedral, projetada pelo engenheiro francês George Mounier e que, como a outra, levou 39 anos para ser concluída. Em concreto aparente, estilo neogótico com predominância de elementos ecléticos e românicos, ocupando grande parte da Praça Pedro II, foi inaugurada no dia 22 de dezembro de 1978, pelo então cardeal arcebispo de Fortaleza, Dom Aloísio Lorscheider.
Em 2007, a catedral passou por uma reforma, com a verificação da estrutura e sua renovação, além da inclusão de novos elementos decorativos na parte interna do prédio.
A Cripta da Catedral, projetada pelo engenheiro Luciano Pamplona, foi inaugurada em 1962, homenageando seis santos que morreram jovens: São Domingos Sávio, São Pancrácio (protetor da juventude alemã), São Tarcísio e as santas Maria Goretti, Inês e Luzia. Por esta razão, o então arcebispo de Fortaleza, Dom Antônio de Almeida Lustosa, dedicou-a aos jovens, chamando-a de Cripta dos Adolescentes. Encontra-se, na Cripta, a Capela do Ressuscitado e a do Santíssimo Sacramento, além dos restos mortais de vários prelados nela sepultados: Dom Manoel da Silva Gomes, monsenhor José Quinderé, monsenhor Tito Guedes Cavalcante e do próprio Dom Antônio de Almeida Lustosa.
A Cripta foi reinaugurada em 9 de julho de 2011, após um ano e quatro meses de reforma, em que foi colocado um piso de granito, uma nova iluminação, um sistema de ar condicionado, e concluído o altar. Atualmente, a Cripta permite acomodar 350 pessoas sentadas.
Em 12 de agosto de 2011, foi inaugurada a nova iluminação externa da Catedral, feita com lâmpadas de LED.
|  |  |